# 6933 Azumayasan
6933 Azumayasan è un asteroide della fascia principale. Scoperto nel 1994, presenta un'orbita caratterizzata da un semiasse maggiore pari a 2,6987575 UA e da un'eccentricità di 0,1675171, inclinata di 2,56808° rispetto all'eclittica.